# بعثة كتلة الجليد لعام 1959
كانت بعثة الجليد لعام 1959 حيلة دعائية نظمتها شركة غلاسفات النرويجية المصنعة لمواد العزل الحراري. استجابة لتحدٍ من المحطة الإذاعية راديو لوكمسبورغ، قررت شركة غلاسفات تزويد شاحنة بالمعدات لجلب كتلة من الثلج يبلغ وزنها 3 اطنان من مو إي رانا الواقعة على الدائرة القطبية الشمالية إلى مدينة ليبرفيل الواقعة على خط الاستواء. لم يطبق أي شكل من التثليج، وكان الهدف من الحملة إظهار فعالية الصوف الزجاجي العازل المستخدم. جلبت الشاحنة أيضًا 300 كغ من الأدوية إلى مستشفى ألبيرت شفايتزر في لامباريني.
تتبع البعثة في تلك الفترة مجموعة من الصحفيين من كل أنحاء العالم، وجماهير من المشاهدين تجمعوا في العديد من المدن الأوروبية على طول الطريق. كان عبور الصحراء الكبرى، حيث علقت الشاحنة عدة مرات في الرمال، مهمة خطيرة وشاقة. إلا أنه حالما عبرت الشاحنة الصحراء ووصلت إلى وجهتها النهائية، تبين أن كتلة الثلج لم تفقد سوى 11% من وزنها الأصلي. جذبت البعثة مع وصولها إلى هدفها اهتمامًا كبيرًا بالشركة من قبل وسائل الإعلام. وكانت قد سميت «الحيلة الدعائية الأكبر في العالم». وبهدف إحياء الذكرى ال50 للحدث في عام 2009، أتاحت الشركة الفيلم الوثائقي الأصلي للبعثة مجانًا على الإنترنت. وأصدرت أيضًا مقابلة جديدة مع قائد البعثة سيفرت كليفان، الذي كان يبلغ من العمر 84 عامًا حين أجريت المقابلة.

## الخلفية والتحضيرات
في خريف عام 1958، أطلق راديو لوكمسبورغ تحديًا لنقل 3 أطنان من الثلج من الدائرة القطبية الشمالية إلى خط الاستواء. أعلنت المحطة الإذاعية أنها ستمنح جائزة تقدر ب100 ألف فرنك فرنسي (في تلك الآونة 202,55 دولار أمريكي مقابل كل كيلوغرام، 1,487.19 دولار أو 1,120.19 يورو وفقًا لقيمة العملات في عام 2009) مقابل كل كيلوغرام يتبقى مع الوصول إلى الوجهة النهائية، بشرط عدم استخدام أي نوع من التثليج. رأى المدير الإداري لشركة غلاسفات النرويجية المصنعة لمواد العزل الحراري (تسمى اليوم غلافا إيه إس) بيرغر ناتفيك الإعلان واقترح على الشركة خوض التحدي. وقدّر بأن عزل الجليد بصوف زجاجي («غلاسفات» باللغة النرويجية) مصنوع من ليف زجاجي سيمكن السائق من أن يجني للشركة ملايين الفرنكات. سحب راديو لوكسمبورغ العرض حالما أدرك حجم الخسارة المحتملة. إلا أنه البعثة المخطط لها كانت قد اجتذبت عند ذلك الحد اهتمامًا كبيرًا من وسائل الإعلام، فقررت غلاسفات خوض التحدي. كانت شركة شيل البريطانية من بين الرعاة الآخرين ووفرت الوقود اللازم، وشركة سكانيا التي وفرت الشاحنة. إجمالًا، مول البعثة رعاة من 8 دول، من بينهم شركة سان جوبان، الشركة الفرنسية الأم لغلاسفات. أراد الرعاة الفرنسيون استخدام شاحنة فرنسية، إلا أن النرويجيين أصروا على شاحنة اسكندنافية. سادت إرادة النرويجيين واختيرت شركة سكانيا للمهمة. أقر قائد البعثة في وقت لاحق أن شاحنة فرنسية ربما كانت ستكون ملائمة بصورة أكبر لعبور الصحراء. في 22 فبراير من عام 1959، عند الساعة 9:15 صباحًا، غادرت البعثة مو إي رانا. 
أوكلت المسؤولية عن البعثة إلى سيفرت كليفان، الذي كان مهندسًا يمتلك غريزة جيدة للعلاقات العامة. كان مقررًا أن يستخرج الثلج من الكتلة الثلجية سفارتيزن، وقد استدعي عالم جليد ليسدي النصائح. وسرعان ما اتضح أنه لا يمكن استخراج كامل الكتلة الثلجية البالغ وزنها 3 أطنان دفعة واحدة. عوضًا عن ذلك، اقتطعت بواسطة منشار جنزيري كتل بلغ وزن كل منها 200 كغ وحملت على مزلجة ونقلت في حوامة إلى وسط البلدة. هناك أذيبت الكتل لتشكل كتلة واحدة من الثلج بلغ وزنها 3.050 كغ. وضعت الكتلة في حاوية حديدية مصنوعة خصيصًا لهذه المهمة وكانت معزولة حراريًا بالصوف والصوف الزجاجي. وضعت الحاوية على سقف شاحنة ستحملها حتى خط الاستواء ترافقها عربة بضاعة تحمل معدات وسيارة ركاب تنقل طاقم الفيلم.